# Peucedanum brachystylum
Peucedanum brachystylum là một loài thực vật có hoa trong họ Hoa tán. Loài này được (Hiern) Drude miêu tả khoa học đầu tiên năm 1898.